# Piastowo (powiat olecki)
Piastowo (niem. Friedrichshof) – osada w Polsce, położona w województwie warmińsko-mazurskim, w powiecie oleckim, w gminie Kowale Oleckie.
We wsi niewielki dwór z II poł. XIX w. nakryty dachem naczółkowym oraz fragmenty folwarku.
W latach 1975–1998 miejscowość administracyjnie należała do województwa suwalskiego.